# 11 × 60 mm R
Die Patrone 11 × 60 mm R (oder 11,15 × 60 mm R Mauser) ist die erste preußische Metallpatrone. Sie wurde bis 1871 für das Einzelhinterladegewehr M/71 entwickelt. Sie ist nicht zu verwechseln mit der als 11 x 60 mm R Japanese Murata bekannten Patrone.

## Entwicklung

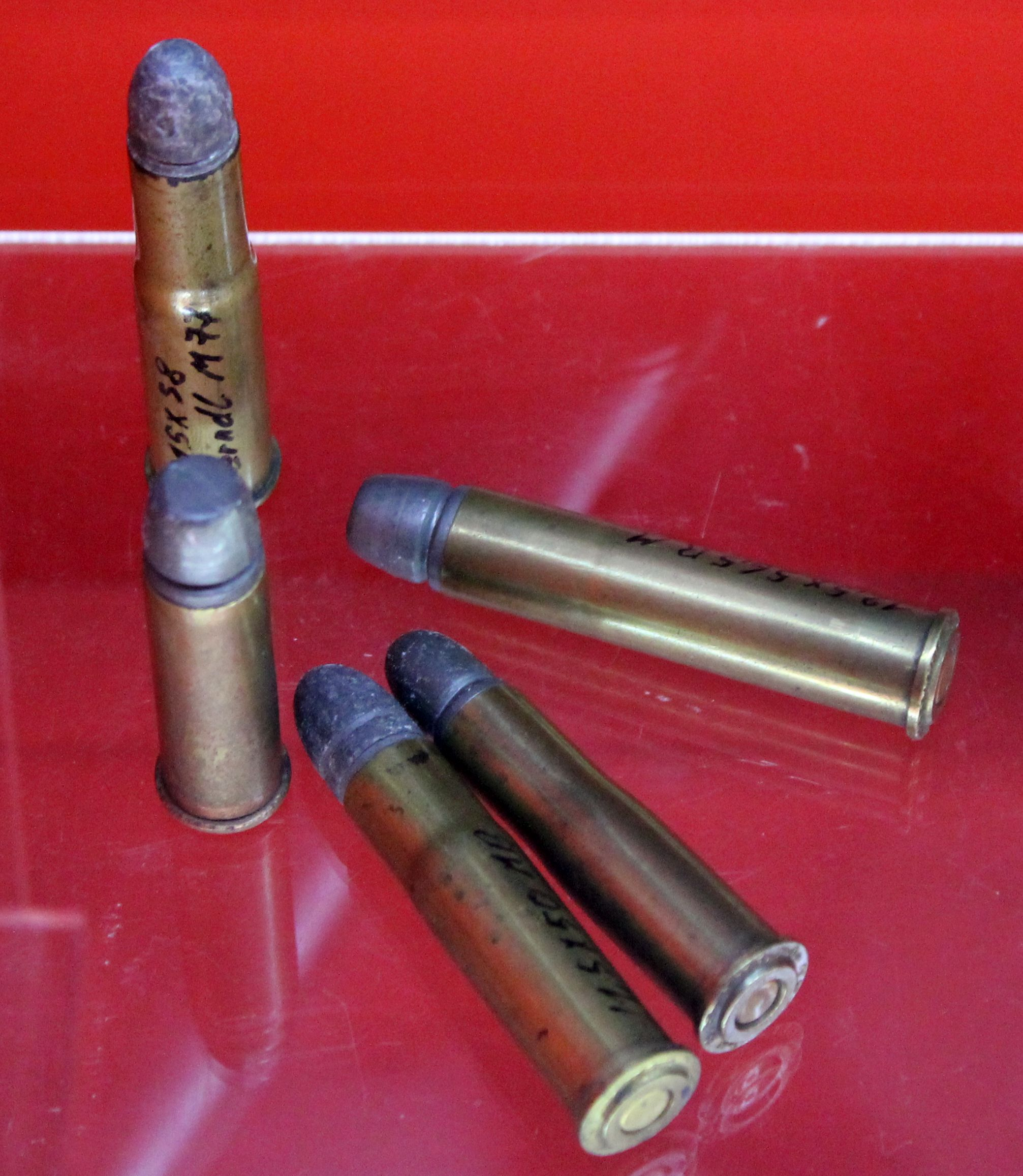
Verschiedene Schwarzpulverpatronen, l.o. Werndl 11 × 58 mm R, u. Werder M/69 11 × 50 mm R

Die Patrone 11 × 60 mm R wurde in den Jahren 1868–71 entwickelt, um den Rüstungsvorsprung, den Frankreich mit dem Chassepotgewehr errungen hatte, wettzumachen. Bereits im Jahre 1867 kamen in Preußen erste Überlegungen auf, das Zündnadelgewehr durch eine Hinterladerwaffe mit Zentralfeuerpatronen zu ersetzen. Metallpatronen mit Zentralfeuerzündung waren bereits in den USA üblich und auch das bayerische Werdergewehr verwendete diese Munitionsart.
Die preußische Gewehrkommission legte am 7. November 1871 das Kaliber des neuen Gewehres auf 11 mm fest. Die Patrone basiert auf der Patrone des Werdergewehres im Kaliber 11 × 50 mm R. Es handelt sich um eine Randpatrone mit Messing-Flaschenhalshülse, die mit Schwarzpulver und einem Weichbleigeschoss geladen wurde.

## Varianten

### M/71
Das Geschoss der ursprünglichen Patrone M71 hatte eine abgerundete Spitze.

### M71/84
Das Geschoss hatte eine abgeflachte Spitze, um Fehlzündungen im Röhrenmagazin des Mehrladegewehres M71/84 zu vermeiden.